# Koke Vegas
Jorge Ruiz Ojeda (* 27. September 1995 in Antequera) ist ein spanischer Fußballspieler, der bei Rhode Island FC unter Vertrag steht.

## Karriere
Nachdem Koke Vegas bereits große Teile seiner Jugend bei Espanyol Barcelona verbracht hatte, wechselte er 2013 in die dortige zweite Mannschaft. Nach zwei Jahren verließ er Barcelona und wechselte zur zweiten Mannschaft von UD Levante. Im Sommer 2017 wurde Vegas für ein halbes Jahr zu CD Alcoyano ausgeliehen, bevor er im Januar 2018 zur Rückrunde in die erste Mannschaft UD Levantes verschoben wurde. Dort debütierte er am 19. Mai 2018 am letzten Spieltag gegen Celta Vigo. 2019 folgte eine Leihe zu Deportivo La Coruña und 2021 zu RCD Mallorca.
Am 7. Januar 2022 wechselte Koke zum US-amerikanischen Fußball-Franchise San Diego Loyal, das in der USL Championship spielte.
Am 1. November 2023 wurde Koke als erster Neuzugang in der Geschichte des USL Championship-Neulings Rhode Island FC vorgestellt. Am 12. März 2024, nur wenige Tage vor dem ersten Spiel des Teams, wurde er zum ersten Kapitän des Vereins ernannt.